# Régis Bégué
Régis Bégué est un écrivain français, également associé-gérant de Zadig Asset Management où il occupe la fonction de gérant actions.

## Biographie

### Famille et études
Régis Bégué naît le 24 août 1970 à Boulogne-Billancourt. Il est le fils de Guy Bégué, ancien député du Lot-et-Garonne, et de Micheline Hérode-Bégué, avocat honoraire au barreau de Paris. Il est aussi le petit-fils de Camille Bégué.
En 1985, il joue le rôle d'un adolescent dans un court-métrage intitulé Charly réalisé par Florence Strauss, aux côtés de Jacques Penot et Kristin Scott Thomas. Après des études secondaires au Lycée Saint-Louis-de-Gonzague à Paris, il obtient une licence de Mathématiques appliquées en 1991 puis le diplôme d'HEC en 1993,.
Il est marié depuis 1994 à Marina (née Segré) et a trois enfants : Alberto (né en 1997), Juliette (née en 1999) et Raphaël (né en 2004).

### Carrière financière
Lors de son service militaire, un camarade lui parle de la finance et suscite ainsi sa vocation pour ce secteur d'activité. Il commence sa carrière en 1994 à la banque Nomura, où il exerce la profession de commercial en actions japonaises et en produits structurés. Entre 1995 et 2005, il travaille chez Oddo Securities où il se spécialise dans l'univers des actions européennes,. En 2005, il rejoint Lazard Frères Gestion où il devient responsable de la recherche et de la gestion actions en 2008 et associé-gérant de l'entreprise à partir de 2013. En 2014, il est également nommé Associé-Gérant du groupe Lazard. Au quotidien, il se spécialise dans l'analyse des secteurs de l'énergie et de la pharmacie. Il quitte Lazard Frères Gestion en mars 2024 et rejoint la direction de la société Zadig Asset Management, où il reprend la cogestion de fonds et mandats investis en actions,.

### Carrière artistique
En parallèle, il développe une activité d'écrivain. En 2000, il publie son premier roman, Les Cimes ne s'embrassent pas, dont l'intrigue se déroule dans les Alpes au sortir de la Grande Dépression. En 2004, il est lauréat d'un concours littéraire donnant lieu à la publication de deux nouvelles écrites sous le pseudonyme de John Murche : le recueil, intitulé Matière grise, rassemble les œuvres de plusieurs écrivains. Après une trêve de quelques années, il publie en 2013 un recueil de sept nouvelles intitulé Des Nouvelles de John Murche, incluant ses deux textes initialement publiés en 2004, puis se spécialise progressivement dans le domaine du roman policier,. Barbacane (2014) est un thriller qui se déroule dans le sud-ouest de la France. En 2016, il publie un roman satirique, Mon fils est de droite, mais en général les choses s'arrangent. Suivent Water Futures: L'eau n'a pas d'odeur (2016), S.N.O.W. (2018) et  Fatales Négligences (2020), romans policiers qui se déroulent dans la finance et le monde des affaires. En 2022, il publie Rodrigo, dont l'intrigue est située dans la France des années 1980 et se concentre sur une affaire de délit d'initié impliquant le PDG d'une société pharmaceutique. Il annonce en 2023 l'écriture d'un nouveau roman dont l'intrigue se déroulera dans une commune de France déclarant unilatéralement son indépendance, en lien avec le monde des affaires.
En-dehors de la littérature, il s'implique dans d'autres activités artistiques, notamment le théâtre, la musique, la chanson et la peinture. Il commence ainsi à jouer du piano à l'âge de 31 ans et écrit par la suite plusieurs chansons dont il compose parfois la musique avec Emmanuel Cuche. En 2023, il chante notamment sur scène sa chanson « Santa Fe » à Sainte-Foy-Tarentaise, accompagné du violoncelliste Gautier Capuçon. Dans le domaine théâtral, il joue à plusieurs reprises sur scène avec son épouse.

## Filmographie
- 1985 : Charly, de Florence Strauss : un adolescent[2]